# Малахов, Василий Яковлевич
Василий Яковлевич Малахов (30 января 1873, село Дуброво, Городокский уезд, Витебская губерния — 24 марта 1937, Каргополь, Северная область) — протоиерей Православной российской церкви. Прославлен в лике святых в 2005 году, память совершается 24 марта по новому стилю.

## Биография
Родился в крестьянской семье. Окончил Витебское духовное училище (1888), Витебскую духовную семинарию (1894) и Московскую духовную академию со степенью кандидата богословия (1898).
С 1898 года преподаватель в Храповичской второклассной церковно-приходской школе.
С 1899 года преподаватель истории и обличения русского раскола и сравнительного богословия, заведующий библиотекой, надзиратель за учениками, казначей (1900) и делопроизводитель (1902) попечительства о бедных воспитанниках, инспектор (1903) в Волынской духовной семинарии.
Коллежский асессор (1904), надворный советник (1905). Перемещён на кафедру общей и русской церковной истории (1906), коллежский советник (1907).
Член Волынского комитета Православного миссионерского общества, статский советник (1914).
Награждён орденами Святого Станислава III (1905) и II (1911) степеней, Святой Анны III степени (1908).
Обвенчан с Марией Калинниковной Савицкой.
В 1917 году член Поместного собора Православной российской церкви по избранию как мирянин от Волынской епархии, участвовал в 1-й сессии, член XIII отдела.
В 1919—1922 годах преподаватель в Житомирском училище пастырства.
В 1922 году эксперт по делу священномученика Аркадия (Остальского) и свидетель по делу епископа Аверкия (Кедрова).
С 1924 года иерей в кладбищенском Иаковлевском храме Житомира, протоиерей.
С 1926 года настоятель храма Рождества Пресвятой Богородицы в селе Тиосто Городокского уезда Витебской губернии.
В 1927 году арестован и в 1928 году за «антисоветскую агитацию» сослан на три года в город Нижнеудинск Сибирского края.
С 1931 года служил в храме Рождества Иоанна Предтечи села Абрамово Арзамасского района Нижегородского края. Затем жил и совершал тайные богослужения в селе Усвяты недалеко от родного села.
В 1936 году арестован вместе с женой. На следствии заявил, что «готов в любое время пострадать за веру православную, но, как пастырь, буду говорить правду народу о том, что советская власть поставила своей задачей уничтожение православия в России». За это был сослан на 5 лет в город Каргополь Северного края, где скончался от тифа.
Прославлен как священноисповедник в лике святых новомучеников и исповедников Церкви Русской на Архиерейском соборе Русской православной церкви в 2005 году для общецерковного почитания.

## Сочинения
- Пресуществление Святых Даров в таинстве Евхаристии // Богословский Вестник. 1898. — Т. 2. — № 6. — С. 298—320.
- Пресуществление Святых Даров в таинстве Евхаристии // Богословский вестник. 1898. — Т. 3. — № 8. — С. 113—140.
- «Миссионерский спутник» // Волынские епархиальные ведомости. 1903. — № 13. — С. 411—412
- Русская православная миссия в её прошлом и настоящем // Волынские епархиальные ведомости. 1907. — № 3. — С. 53—63
  - Русская православная миссия в её прошлом и настоящем. — Почаев: типография Почаево-Успенской лавры, 1907. — 11 с.
- Сектантские нападки // Волынские епархиальные ведомости. 1914. — № 5. — C. 68-69